# Masaaki Kato
Masaaki Kato (japonsko 加藤 正明), japonski nogometaš, 22. december 1958.
Za japonsko reprezentanco je odigral tri uradne tekme.